# Kertosari (Babadan)
Kertosari is een bestuurslaag in het regentschap Ponorogo van de provincie Oost-Java, Indonesië. Kertosari telt 7198 inwoners (volkstelling 2010).